# Fernmeldeturm Uelzen
Der Fernmeldeturm Uelzen ist ein Fernmeldeturm der Deutschen Telekom AG in Stahlbetonbauweise in Uelzen in Niedersachsen. Der als Typenturm vom Typ FMT 13 ausgeführte Turm ist mit 158 Metern Gesamthöhe das höchste Bauwerk in Uelzen. 

## Frequenzen und Programme

### Analoger Hörfunk (UKW)
| Frequenz (MHz) | Programm                | RDS PS   | RDS PI | Regionalisierung | ERP (kW) | Antennendiagramm rund (ND)/gerichtet (D) | Polarisation horizontal (H)/ vertikal (V) |
| -------------- | ----------------------- | -------- | ------ | ---------------- | -------- | ---------------------------------------- | ----------------------------------------- |
| 88,0           | Radio ZuSa              | ZuSa_UE_ | 1381   | –                | 1        | D (40–110°, 140–240°, 300–330°)          | H                                         |
| 97,1           | Deutschlandradio Kultur | DKULTUR_ | D220   | –                | 0,2      | D (120–190°)                             | H                                         |
| 99,7           | Radio 21                | RADIO_21 | D38A   | Nordost          | 0,2      | D (120–190°)                             | H                                         |

### Digitales Fernsehen (DVB-T2)
Der Fernmeldeturm Uelzen wird seit der Umstellung auf den DVB-T2-Standard mit HEVC Bildcodierung am 22. Mai 2019 wieder zur Ausstrahlung von Fernsehprogrammen genutzt. Optional lassen sich zusätzliche als Verknüpfung enthaltene Programme über eine Internetverbindung wiedergeben, falls das Empfangsgerät HbbTV (ab Version 1.5) unterstützt (NDR via IP: ARD-alpha HD, rbb Brandenburg HD, SR Fernsehen HD, SWR BW HD, …).
Folgende DVB-T2-Bouquets des Norddeutschen Rundfunks werden übertragen:
| Kanal | Frequenz (MHz) | Multiplex                        | Programme im Multiplex | ERP (kW) | Antennen- diagramm rund (ND)/ gerichtet (D) | Polarisation horizontal (H)/ vertikal (V) | SFN mit                              |
| ----- | -------------- | -------------------------------- | --- | -------- | ------------------------------------------- | ----------------------------------------- | ------------------------------------ |
| 32    | 562            | ARD regional (NDR) Niedersachsen | - NDR Fernsehen HD (Niedersachsen) - WDR Fernsehen (Köln) HD - hr-Fernsehen HD / NDR FS HD (HH)(zeitw.) - mdr Fernsehen (Sachsen-Anhalt) HD / NDR FS HD (MV)(zeitw.) - BR Fernsehen Süd HD / NDR FS HD (SH)(zeitw.) Radio: - N-Joy - NDR 1 NDS HAN - NDR 2 - NDR Info | 5        | D                                           | V                                         | Dannenberg, FMT Uelzen, Visselhövede |
| 43    | 650            | ARD Digital (NDR)                | - Das Erste HD - phoenix HD - arte HD - tagesschau24 HD - one HD Radio: - NDR Blue - NDR Info Spezial - NDR Kultur - NDR Schlager | 5        | D                                           | V                                         | Dannenberg, FMT Uelzen, Visselhövede |

 Sendeparameter 
| Verwendet von (HD-Programme pro Mux)   | Modulations- verfahren | Coderate | FFT-Modus    | Guard- intervall | Pilottöne       | Datenrate [Mbit/s] |
| -------------------------------------- | ---------------------- | -------- | ------------ | ---------------- | --------------- | ------------------ |
| ARD Digital (NDR) (5) NDR regional (5) | 64-QAM                 | 1/2      | 16k extended | 19/128           | Pilot Pattern 2 | 18,2               |

### Analoges Fernsehen
Bis zur Umstellung auf DVB-T am 13. März 2007 wurden folgende Programme in analogem PAL gesendet:
| Kanal | Frequenz (MHz) | Programm                              | ERP (kW) | Sendediagramm rund (ND)/ gerichtet (D) | Polarisation horizontal (H)/ vertikal (V) |
| ----- | -------------- | ------------------------------------- | -------- | -------------------------------------- | ----------------------------------------- |
| 22    | 479,25         | RTL Television (Niedersachsen/Bremen) | 5        | ND                                     | V                                         |
| 33    | 567,25         | Sat.1 (Niedersachsen/Bremen)          | 5        | ND                                     | V                                         |